# Jean-Ernest Ménard
Jean-Ernest Ménard (ur. 10 listopada 1910 w Dreux, zm. 28 czerwca 1973) – francuski duchowny katolicki, biskup. Święcenia kapłańskie przyjął w 1935 roku, zaś w 1953 został mianowany przez papieża Piusa XII biskupem pomocniczym diecezji Chartres ze stolicą tytularną Alia. W 1955 został mianowany ordynariuszem diecezji Rodez. Funkcję tę pełnił aż do śmierci. Zmarł w 1973 roku w wieku 62 lat. 